# Ankylopteryx (Ankylopteryx) nepheloptera
Ankylopteryx (Ankylopteryx) nepheloptera is een insect uit de familie van de gaasvliegen (Chrysopidae), die tot de orde netvleugeligen (Neuroptera) behoort. 
Ankylopteryx (Ankylopteryx) nepheloptera is voor het eerst wetenschappelijk beschreven door Navás in 1912.